# Cerviniopsis langi
Cerviniopsis langi är en kräftdjursart. Cerviniopsis langi ingår i släktet Cerviniopsis och familjen Cerviniidae. Inga underarter finns listade i Catalogue of Life.